# Непал на Чемпіонаті світу з водних видів спорту 2015
Непал взяв участь у Чемпіонаті світу з водних видів спорту 2015, який пройшов у Казані (Росія) від 24 липня до 9 серпня.

## Плавання
Непальські плавці виконали кваліфікаційні нормативи в дисциплінах, які наведено в таблиці (не більш як 2 плавці на одну дисципліну за часом нормативу A, і не більш як 1 плавець на одну дисципліну за часом нормативу B):
Чоловіки
| Спортсмен    | Дисципліна           | Попередній заплив | Попередній заплив | Півфінал        | Півфінал        | Фінал           | Фінал           |
| Спортсмен    | Дисципліна           | Час               | Місце             | Час             | Місце           | Час             | Місце           |
| ------------ | -------------------- | ----------------- | ----------------- | --------------- | --------------- | --------------- | --------------- |
| Сіріш Гурунг | 50 м вільним стилем  | 27.45             | 99                | Завершив виступ | Завершив виступ | Завершив виступ | Завершив виступ |
| Сіріш Гурунг | 100 м вільним стилем | 58.22             | =100              | Завершив виступ | Завершив виступ | Завершив виступ | Завершив виступ |
| Кіран Каркі  | 50 м брасом          | 34.94             | 69                | Завершив виступ | Завершив виступ | Завершив виступ | Завершив виступ |
| Кіран Каркі  | 100 м брасом         | 1:18.21           | 75                | Завершив виступ | Завершив виступ | Завершив виступ | Завершив виступ |

Жінки
| Спортсменка        | Дисципліна           | Попередній заплив | Попередній заплив | Півфінал         | Півфінал         | Фінал            | Фінал            |
| Спортсменка        | Дисципліна           | Час               | Місце             | Час              | Місце            | Час              | Місце            |
| ------------------ | -------------------- | ----------------- | ----------------- | ---------------- | ---------------- | ---------------- | ---------------- |
| Софія Гадеаард Шах | 50 м вільним стилем  | 29.43             | 85                | Завершила виступ | Завершила виступ | Завершила виступ | Завершила виступ |
| Софія Гадеаард Шах | 200 м вільним стилем | 2:18.93           | 60                | Завершила виступ | Завершила виступ | Завершила виступ | Завершила виступ |
| Гауріка Сінгх      | 100 м вільним стилем | 1:03.23           | 81                | Завершила виступ | Завершила виступ | Завершила виступ | Завершила виступ |
| Гауріка Сінгх      | 100 м на спині       | 1:08.12           | 58                | Завершила виступ | Завершила виступ | Завершила виступ | Завершила виступ |